# Poyales
Poyales est un village de la communauté autonome de La Rioja, en Espagne.

## Histoire
Aujourd'hui habité par quelques voisins, Poyales a été touché par le phénomène migratoire qui a vidé la campagne, depuis la moitié du XXe siècle, et devenu ruïneux.
Comme toute la région (monts du Sud de La Rioja et Tierras Altas de Soria), Poyales a vécu un certain essor au XVIe siècle (dû à l'élevage de moutons à laine), témoigné par la construction de l'église (aujourd'hui des ruines). Le hameau, dépendait du village de Enciso, est dévenu indépendant au XIXe siècle, pour redevenir partie de Enciso à partir des années 1970, et finir presque totalement dépeuplé jusqu'aux années 1980, où quelques nouveaux habitants se sont installés dans le hameau.
Les terrains de culture appartenant au hameau sont gérés par ICONA  , comme il est habituel dans les villages dépeuplés.

## Lieux et monuments
- Poyales est un typique hameau de cette région de montagne: des constructions en pierre, très humiles. Un ancien lavoir a été restauré par la Asociación de Amigos de las Fuentes (Société des Amis des Fontaines), on peut trouver aussi, des four à pain traditionnels dans certaines maisons.
- Des sites paleontogiques sont à proximité. Des traces de dinosaures, conservées dans des sédiments fossilisés peuvent y être observés.
- Des circuits de randonnée parcourent la région, et donnent l'occasion de profiter du paysage méditerranéen d'intérieur.